# Ribeirão do Sul (kommun)
Ribeirão do Sul är en kommun i Brasilien.   Den ligger i delstaten São Paulo, i den södra delen av landet, 800 km söder om huvudstaden Brasília. Antalet invånare är 4 464.
Följande samhällen finns i Ribeirão do Sul:
- Ribeirão do Sul

Omgivningarna runt Ribeirão do Sul är huvudsakligen savann. Runt Ribeirão do Sul är det glesbefolkat, med 18 invånare per kvadratkilometer.